# Iberojet
Iberojet (bis Mai 2021 Evelop Airways) ist eine spanische Fluggesellschaft der spanischen Grupo Barceló.
Im Dezember 2020 wurde bekannt, dass Evelop Airlines mit ihrer Schwestergesellschaft Orbest zu diesem Namen fusionieren würde.

## Flugziele
Die Gesellschaft bietet Flüge zu diversen Touristenzielen der Kanarischen Inseln und der Karibik von Spanien, Portugal und Skandinavien aus an.

## Flotte

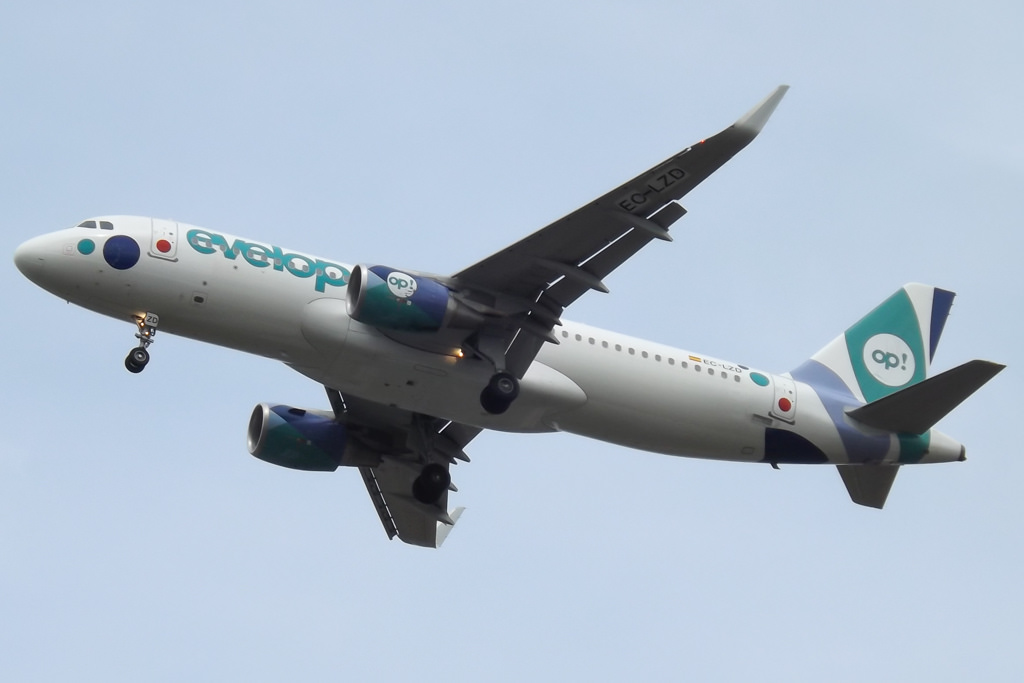
Ein A320 mit dem ehemaligen Evelop-Logo im Landeanflug

Stand April 2025 bestand die Flotte aus sieben Flugzeugen mit einem Durchschnittsalter von 9,0 Jahren:
| Flugzeugtyp     | aktiv | bestellt | Anmerkungen                | Sitzplätze (Business/Eco) | Durchschnittsalter |
| --------------- | ----- | -------- | -------------------------- | ------------------------- | ------------------ |
| Airbus A320-200 | 1     |          | mit Sharklets ausgestattet | 180 (-/180)               | 11,9 Jahre         |
| Airbus A330-300 | 2     | 1        |                            | 388 (-/388)               | 14,6 Jahre         |
| Airbus A330-900 | 2     |          |                            | 388 (-/388) 371 (18/353)  | 05,3 Jahre         |
| Airbus A350-900 | 2     |          |                            | 432 (-/432)               | 05,6 Jahre         |
| Gesamt          | 7     | 1        |                            |                           | 09,0 Jahre         |

## Ehemalige Flugzeugtypen
- Airbus A330-200